# Obućarstvo
Obućarstvo odnosno postolarstvo je grana industrije i obrta koja se bavi proizvodnjom obuće. Obućari rade u tvornicama obuće, obrtničkim radionicama za izradbu obuće, radionicama za izradbu ortopedske obuće i u obrtničkim radionicama za popravak obuće. Kod obrtnika radno vrijeme često nije fiksno određeno i proizvodnja i popravak su pojedinačni i maloserijski. U tvornicama je proizvodnja serijski, po određenom radnom vremenu i po potrebi u smjenama. Osoba koja se bavi ovim mora biti spretan s rukama, dobro moći predočiti prostorne odnose, biti dobra vida na blizinu i osjeta opipa. Boju i nijanse mora dobro razlikovati, osobito oni koji se bave popravkom i koji su u obrtu. U pojedinačnim i maloserijskim izradama što je većinom kod obrtnika, obućari moraju biti nadareni za modni dizajn te biti dobrih prodavačkih umijeća.
Konačni proizvodi su izrada (popravljena) modna i posebna obuća (športska, ortopedske, zaštitna). Prema specijalnosti posla koji obućari obavljaju dijele se na izrađivače gornjih dijelova (gornjišta) obuće i izrađivače donjih dijelova (donjišta) obuće. Industrijsko obućarstvo bavi se izradom modne obuće za široko tržište. Obrtničko obućarstvo izrađuje (popravlja) obuću po narudžbi ili za uže tržište. Ortopedsko obućarstvo bavi se izradom ortopedske obuće i ortopedskih uložaka za osobe sa zdravstvenim poteškoćama i deformitetima nogu te za invalide. Ova obuća i ulošci izrađuju se na osnovi nalaza i preporuke liječnika ortopeda.
Obućarstvo ima svoje posebnosti kad se radi o rizicima ozljede na radu i profesionalnih bolesti. U radnim prostorima radnicima je dišni sustav izložen mirisu ljepila i boje, prašini od brušenja i zaglađivanja. Sluh je izložen buci i vibracijama strojeva. Fizičke ozljede izvjesna su opasnost, poput ranjavanja postolarskim nožem, probijačem, iglom i sl. Zaštita na radu u ovoj struci su zaštitne naočale, na stroju za brušenje i zaglađivanje, štitnici za ruke na strojevima za spajanje gornjih i donjih dijelova obuće i sl.
U Hrvatskoj je u Koprivnici najstarija poznata proizvodna tradicija. Po najstarijem sačuvanom pečatnjaku koji je pripadao kožarskom cehu i datira iz 1480. vidi se tradicija neprekinutog obućarstva. Czeski Artikulussi Plemenitoga Czeha Chismesinszkoga na Horvatski jezik preobernjeni kak znutra iz 1681. godine dokument je koji se čuva u Muzeju grada Koprivnice i govori o načinu i uvjetima pod kojima su koprivnički čizmari prepisali svoja pravila (artikuluše) od starijih varaždinskih kolega. Potvrdio ih je 1682. godine koprivnički sudac (iudex), a kralj Leopold 1698. godine. U Hrvatskoj je bilo proizvođača obuće kao Bata Borovo, Jugoplastika Split (Split, Zadar, Benkovac), Šimecki Zagreb, Virovitica, Varaždin... 

## Vanjske poveznice
- Katalog Gradske knjižnice Zadar Obućarstvo i radionica izrade obuće